# Wide Open Spaces
Wide Open Spaces è un cortometraggio muto del 1924 diretto da George Jeske. Prodotto da Hal Roach, era interpretato da Stan Laurel.

## Trama
Il trasognato Gabriel (S. Laurel) è il proprietario pasticcione di un ranch di cavalli nel Texas, che ha dei metodi personali per allevare le bestie,suonando il violoncello. Un giorno Gabriel deve fronteggiare l'attacco del predone McQueen, che con la sua banda attacca il ranch per rubare i cavalli.

## Produzione
Il film fu prodotto dalla Hal Roach Studios.
Venne girato negli Hal Roach Studios, all'8822 di Washington Blvd., a Culver City

## Distribuzione
Distribuito dalla Pathé Exchange, il film - un cortometraggio della durata di venti minuti, uscì nelle sale USA il 6 luglio 1924.